# Cerro Verde, Guerrero
Cerro Verde är en ort i Mexiko.   Den ligger i kommunen Zapotitlán Tablas och delstaten Guerrero, i den sydöstra delen av landet, 230 km söder om huvudstaden Mexico City. Cerro Verde ligger 2 631 meter över havet och antalet invånare är 227.
Terrängen runt Cerro Verde är kuperad norrut, men söderut är den bergig. Cerro Verde ligger uppe på en höjd. Runt Cerro Verde är det ganska glesbefolkat, med 24 invånare per kvadratkilometer. Närmaste större samhälle är Malinaltepec, 19,1 km sydost om Cerro Verde. I omgivningarna runt Cerro Verde växer huvudsakligen savannskog.